# Music for Egon Schiele
Music for Egon Schiele è il secondo album in studio del gruppo musicale Rachel's, pubblicato nel 1996.

## Tracce
1. Family Portrait – 5:41
2. Egon & Gertie – 3:02
3. First Self-Portrait Series – 3:47
4. Mime Van Osen – 3:05
5. Second Self-Portrait Series – 2:30
6. Wally, Egon & Models in the Studio – 4:41
7. Promenade – 8:24
8. Third Self-Portrait Series – 2:23
9. Trio Goes to a Movie – 2:41
10. Egon & Wally Embrace and Say Farewell – 3:09
11. Egon & Edith – 2:55
12. Second Family Portrait – 4:45